# 全国独立放送協議会
全国独立放送協議会（ぜんこくどくりつほうそうきょくきょうぎかい、英：Japanese Association of Independent Television Stations、英略称：JAITS）は、日本の地上デジタルテレビ放送を行う民間放送局のうち、ネットワークに所属していない独立放送局で構成されている団体である。略称は独立協。1977年（昭和52年）11月4日に「全国独立UHF放送協議会（略称：独立U協）」の名称で結成された。2023年4月現在、13局が加盟している。
また、どの系列局にも属していないことから、無系列局とも呼ばれる。

## 概要と背景

### 概要
独立協に加盟する13局 は、いずれも関東、中京、近畿の広域圏内に所在する県域放送局のうちネットワークに属さない独立放送局である。
日本の地上波民放テレビは、キー局がネットワークセールス枠の提供スポンサー獲得の全てを担い、ネットワーク系列に参加する地方局にキー局がスポンサー付きでネット保証金を分配し、系列地方局はこれを受けネット放送を行うのが一般的である。
しかし、既存の系列局が存在している広域テレビ放送エリア（広域圏）の一部において開局した県域テレビ局は、テレビネットワークに原則参加できずネットワークセールスの対象とならない。理論上は関東・中京・近畿の3広域圏内の16都府県に県域テレビ局が開局できるが、実際はこの16都府県のうち、茨城（理由は後述）、大阪、愛知の3府県の県域テレビ局には独立局が存在しない。
ネットワークセールス対象外の為、安定的収入に乏しいことから経営が苦しい局も多い反面、キー局による番組編成の影響が強いテレビネットワーク系列局よりも自由な番組編成が可能であるほか、理論的にはローカル情報が県域放送より相対的に不足する広域放送各局の編成に対して優位となりうることなどに特徴がある。また、系列と無関係な点を逆手に取り、自局の映像をキー局すべてに送るケースや、逆に高校ラグビーのように広域局と重複して番組を受けた上で大半を自社制作に差し替えるケースもある。
近畿地方のUHF局5社（サンテレビ、近畿放送、奈良テレビ、テレビ和歌山、びわ湖放送）が1976年度に「KU5」を結成し、スポンサー拡大に協力した。1977年11月4日、三大都市圏の独立U局が全国独立UHF放送協議会を発足させた。さらに、1981年に「11頭のジャガー軍団誕生－新しいマーケティングのための独立U局エリアデータ」を発刊し、全国市場の半分以上をカバーしていることをアピールした。1979年（昭和54年）のテレビ埼玉開局以降、暫くは独立テレビ局は開局しなかったが、1995年（平成7年）に東京都が出資する東京メトロポリタンテレビジョンが開局したほか、栃木県でも1999年（平成11年）にとちぎテレビが開局した。

なお、茨城県の場合はAMラジオ県域局の茨城放送（現・LuckyFM茨城放送）がラテ兼営での開局を目指すも、県域放送局の運営または会社設立の目処が立たなかったため予備免許取得には至らなかったほか、地上アナログ放送の新規開局用周波数割り当ても取り消された。
独立13局の内、とちぎテレビ、群馬テレビ、テレビ埼玉、千葉テレビ放送、東京メトロポリタンテレビジョン、テレビ神奈川、岐阜放送、三重テレビ放送、びわ湖放送には中日新聞社が出資している。
さらに、上述13局はすべて、ACジャパン（旧・公共広告機構）の正会員企業の一つであり、13社含む計1000社以上の民間企業・団体が所持する資源を少々出し、広告としてテレビのコマーシャルメッセージなどを通じて同団体の公共広告を放映・展開している。

### 名称
当協議会に加盟する放送局は、アナログ放送時代は全ての局がUHF帯による放送を行っていたことから「独立UHF放送局」と呼ばれ、当協議会の旧称も全国独立UHF放送協議会と称し「独立U協」等と略されていたが、地上アナログ放送の全廃に伴いVHF帯による地上波テレビ放送がなくなったことから、名称より「UHF」の文言を外す改名を行った。
独立テレビ局には以下の通称もある。なお、これらの中には当協議会の旧称などから想起されるものもある。
「全国U局」「独立UHF系」「独立UHF局」「独立U局」「UHF系」「UHF局」「U局」「地方U局」「県域UHF局」「独立局」「独立県域局」など
UHF局であることが強調されていた理由は、アナログ放送の時代では、関東・中京・近畿の広域放送を行っている大多数の民放テレビ局は、親局がVHF波放送となっていた一方、その広域放送圏内にて県域放送を行っている民放独立テレビ局の親局はUHF波放送となっていたため、両者を対比する用語としてよく使用されていた。
しかし全国的に見れば親局がUHF波送信の民放系列テレビ局が多数存在していたほか、地上デジタル放送へ完全移行後は地上波テレビ放送は全てUHF波送信に統一されたことから、独立テレビ局を単に「UHF局」と呼ぶのは正確ではない。

### 加盟局同士の連携
独立U協が発足する前の1976年に、前述の近畿5局による独自のネットワーク組織「KU5」の結成、並びに各局がすでに番組の共同制作を開始した（「わらべ唄のふるさと」）。1980年10月、関東独立4局（群馬テレビ、千葉テレビ、テレビ神奈川、テレビ埼玉）が「ネット4」を発足させ、番組の交換と共同編成を開始した。サンテレビとKBS京都も1980年に「お笑い決定版」を共同制作した。1984年と1985年、独立11局が「21世紀の日本を考える」という5時間の大型討論番組を同時生放送した。1985年、ユニバーシアード神戸大会をサンテレビが中継し11局に配信した。サンテレビは同年末、さだまさしの神戸での年越しライブを、「ゆく年くる年」で中断しつつも中継し独立局に供給した。1989年から1998年まで、独立U協11局がテレビ神奈川が制作した年越特別番組をネットした（1993年はSONY MUSIC TV特番、1996年は東京・渋谷のライブ中継）。独立U協が設立10周年の際に、各局が記念特別番組「いい旅いい味宅配便」を共同制作(幹事局のサンテレビL1スタジオで収録)した。2022年には同年6月に行われたキックボクシング大会「THE MATCH 2022」の特別番組を同年7月下旬から8月下旬までの間に、同年9月に行われた格闘技大会「超RIZIN」の特別番組を同年10月に、それぞれ各局において順次録画放送する予定。
2000年代以降は近隣局の連携や、関東・中京・近畿の独立局の一部が共同制作機構を結成したり、加盟局同士の連携を深める動きもある。過去には13局共同のウェブサイト「you13.tv」を設置したこともあったが、こちらは数年で閉鎖された。
- 2001年（平成13年）1月、TOKYO MX、京都放送（以下KBS京都）、サンテレビジョン（以下サンテレビ）、共同制作番組『がんばれ三都市』の同時ネットを開始（2001年（平成13年）3月まで）。
- 2001年（平成13年）8月、テレビ神奈川、KBS京都が共同ドラマ制作を開始（第一作は『十三夜～霊界からの招待状』）[20]。2003年から、サンテレビもこの仕組みに参加[21]。
- 2001年（平成13年）9月、サンテレビとKBS京都が業務提携協定を締結した[22]。
- 2001年（平成13年）10月、TOKYO MX、KBS京都へ『白沢みきのモーニングTOKYO』の同時ネットを開始（2003年（平成15年）3月まで）。
- 2002年（平成14年）、サンテレビとKBS京都、民放初制作業務提携「三都ネット」締結。『らぶかん』放送開始[23]。
- 2003年（平成14年）1月、テレビ埼玉・千葉テレビ放送（以下千葉テレビ）・テレビ神奈川・TOKYO MX、首都圏ネット4テスト放送開始[24]。
- 2003年（平成15年）、テレビ埼玉・千葉テレビ・テレビ神奈川・TOKYO MX、首都圏ネット4結成[25]。2006年（平成18年）4月にTOKYO MXが離脱後、「首都圏トライアングル」へ移行[26]。
- 2007年（平成19年）3月、テレビ埼玉・千葉テレビ・テレビ神奈川・三重テレビ放送（以下三重テレビ）・KBS京都・サンテレビ、「東名阪ネット6」結成。同4月、共同制作番組『カルチャーSHOwQ〜21世紀テレビ検定〜』放送開始[27]。（2009年3月まで）
- 2009年（平成21年）4月、TOKYO MX、群馬テレビへ『5時に夢中!』の同時ネットを開始。
- 2011年（平成23年）4月より、とちぎテレビ・群馬テレビ・テレビ埼玉・千葉テレビ・テレビ神奈川の平日23時から30分間の番組が統一された。これらの5局は地デジのチャンネルが3であることが共通しており、2011年（平成23年）6月よりこの5局で「5いっしょ3ちゃんねる」結成。
- 2013年（平成25年）4月、TOKYO MX、サンテレビとKBS京都へ『5時に夢中!』の同時ネットを開始（KBS京都は2020年9月まで、サンテレビは2021年3月まで）[28][注釈 12]。
- 2017年（平成29年）4月、TOKYO MX、とちぎテレビへ『5時に夢中!』の同時ネットを開始。

全国独立放送協議会は加盟各社の代表のよる「代表者会議」、「在京責任者会議」、各現業部門責任者による「6委員会」を設けている。代表者会議は毎年度に2回実施され、独立協の活動方針や事業内容を決定する。在京責任者会議は一木会とも呼ばれ、加盟各社の東京支社長等で構成し、年一回の総会と月一回の定例会を開催する。代表者会議の下部組織として、総務・営業・編成・技術・報道・クロスメディア部門の責任者で構成する委員会を設け、連携している。まだ、毎年に加盟各社社員参加の合同セミナーを開催している。
全局で緊急地震速報を運用しており、2007年（平成19年）10月1日開始当初にテレビ神奈川・三重テレビ・サンテレビが運用を開始し、2008年（平成20年）3月1日に岐阜放送、4月1日にテレビ埼玉、7月1日にとちぎテレビ、7月7日にTOKYO MXがそれぞれ運用を開始した。また時期は不明だが2011年（平成23年）には千葉テレビも運用を開始している。またテレビ和歌山でも時期は不明であるが導入されており、2011年（平成23年）7月5日に和歌山県北部で震度5強を観測した地震において実際に放送されている。また、群馬テレビ・びわ湖放送・KBS京都・奈良テレビでも時期は不明であるが導入されている。

## 加盟局
2021年3月現在で13局が独立協に加盟しており、幹事社はテレビ埼玉 である。
- 記号について
  - ◆ - 第三セクター局 - 京都以外

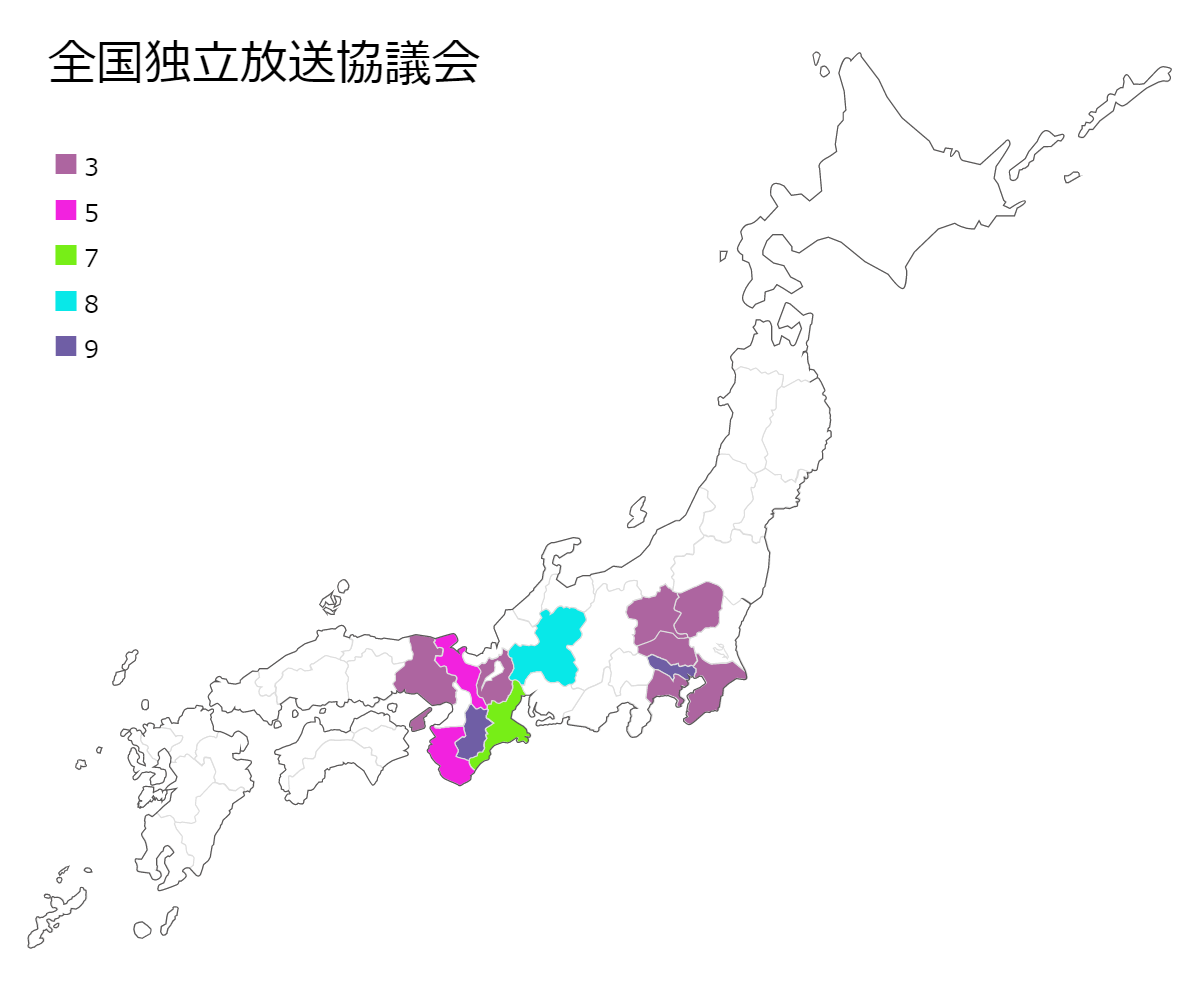
加盟各局のリモコンキーID

  - ○ - 5いっしょ3ちゃんねる参加局 - 栃木・群馬・埼玉・千葉・神奈川
  - ◇ - TXNとのネット関係がある加盟局 - 岐阜・三重・滋賀・京都・奈良・和歌山
  - ● - 中波ラジオ局を兼営する局 - 岐阜・京都
  - □ - 東名阪ネット6参加局 - 埼玉・千葉・神奈川・三重・京都・兵庫
  - ■ - 自社サイト（放送局が運営する外部サイトも含む）でのニュースの動画配信実施局 - 埼玉・岐阜・三重・京都・和歌山以外
  - ★ - Yahoo!ニュース[34]・YouTubeでのニュースの動画配信実施局 - 岐阜・京都以外

| 放送対象地域 | 略称/ID | 社名                           | 開局日および テレビ放送開始日 | 備考 | 本社       | 記号  |
| ------------ | ------- | ------------------------------ | ----------------------------- | ---- | ---------- | ----- |
| 栃木県       | GYT 3   | とちぎテレビ                   | 1999年4月1日                  |      | 宇都宮市   | ◆○■★  |
| 群馬県       | GTV 3   | 群馬テレビ                     | 1971年4月16日                 |      | 前橋市     | ◆○■★  |
| 埼玉県       | TVS 3   | テレビ埼玉                     | 1979年4月1日                  |      | さいたま市 | ◆○□★  |
| 千葉県       | CTC 3   | 千葉テレビ放送                 | 1971年5月1日                  |      | 千葉市     | ◆○□■★ |
| 東京都       | MX 9    | 東京メトロポリタンテレビジョン | 1995年11月1日                 |      | 千代田区   | ◆■★   |
| 神奈川県     | tvk 3   | テレビ神奈川                   | 1972年4月1日                  |      | 横浜市     | ◆○□■★ |
| 岐阜県       | GBS 8   | 岐阜放送                       | 1968年8月12日                 |      | 岐阜市     | ◆◇●   |
| 三重県       | MTV 7   | 三重テレビ放送                 | 1969年12月1日                 |      | 津市       | ◆◇□★  |
| 滋賀県       | BBC 3   | びわ湖放送                     | 1972年4月1日                  |      | 大津市     | ◆◇■★  |
| 京都府       | KBS 5   | 京都放送                       | 1969年4月1日                  |      | 京都市     | ◇□●   |
| 兵庫県       | SUN 3   | サンテレビジョン               | 1969年5月1日                  |      | 神戸市     | ◆□■★  |
| 奈良県       | TVN 9   | 奈良テレビ放送                 | 1973年4月1日                  |      | 奈良市     | ◆◇■★  |
| 和歌山県     | WTV 5   | テレビ和歌山                   | 1974年4月1日                  |      | 和歌山市   | ◆◇★   |

## 編成
独立UHFが開始した当初は、自社製作番組はニュースなどごく限られ、ほとんどの番組は他の民放やプロダクションからの購入番組がメインであったが、東海・近畿ではテレビ東京（東京12チャンネル）の系列がないことから、その系列の代替とする位置づけでマイクロネットを結んで放送する番組が数多くあった。なおテレビ愛知・テレビ大阪・テレビせとうち開局後は、テレビ愛知が三重県の大多数、テレビ大阪は京阪神エリア（兵庫・京都のそれぞれ南部の一部）、テレビせとうちは兵庫県西部・北部の大多数で直接受信やケーブルテレビを介しての区域外再放送をすることが可能であることから、三重テレビ放送・サンテレビジョン・KBS京都でのテレビ東京系同時ネットは、テレビ愛知・テレビ大阪でのネットを行わない土曜日の中央競馬中継番組などごく一部の例外を除いて行わなくなり、ごく一部が時差ネットをする程度になっている。岐阜・滋賀・奈良・和歌山では引き続き、直接受信（滋賀・和歌山はケーブルテレビの再放送も）が不可能な地域が多いため、番組販売扱いながら引き続きテレビ東京系番組の同時ネットが多い。
しかし、それでも一部の局では放送ソフト不足などに加え、第一次オイルショック後に経費節減が迫られたことから、全日での放送ができず、夕方～夜間の数時間（群馬テレビ、テレビ和歌山他）であったり、日中に数時間の中断時間（千葉テレビ放送他。この場合テストパターンとしてカラーバーとテスト信号音、あるいはレコード音楽などを放送）を設けたりする局も数多くあった他、三重テレビ放送や奈良テレビ放送などでは1980年代にテレビ文字ニュースと題して、放送中断時のフィラーとして、共同通信社他から提供されたニュース記事をロールテロップで放送する番組（BGMとしてレコード音楽あり）があった。
1990年代以後は番組ソフトの充実化、特に通信販売や韓国ドラマといった番組や、下記に示す加盟各局が自社製作、ないしは外部プロダクションに委託しながら制作する番組が増えたことから、全ての局で全日での放送が可能な状況になっている。
※稀にスポンサー枠のCMと一緒にACジャパンのCMが放映されることもある。

## 加盟局発の全国ネット番組
加盟局では地域密着型の番組が多いが、番組販売の形で全国に向けて放送されている番組もいくつか存在する。また下記以外に加盟局が共同で制作したドラマを放送する地域もある。
下記は2020年4月現在本放送中で、通常時に独立局以外の放送局を含んだ地上波5局以上にネットしている番組を示している（ネット局数も当該期間のものを示している）。なお、BS11やTwellVなどの衛星放送にネットしているために全国で視聴できる番組も多々存在するが、ここには含めない。
過去には『3大テノールinDOME』として、1999年（平成11年）に開催されたプラシド・ドミンゴ、ホセ・カレーラス、ルチアーノ・パヴァロッティの東京ドーム公演をTOKYO MX製作で放送した。ただし実態は全国の民放局に販売を行った物をこの公演の主催者でもあるヴァーナルが番組スポンサーとして各局の放送枠を購入して放送しており、独立局制作としては非常に珍しい全国完全ネットとなった。
なお、2010年代中盤以降は加盟局でも番組の動画配信サービスを開始しており、全国で視聴可能な番組も数多く登場するようになった。このうちTOKYO MXはリクルートホールディングスと共同で動画配信サービス「エムキャス」を立ち上げ、同局で放送している一部番組をインターネットでも同時配信するサービスを開始した。なお、2024年6月末で同サービスを終了。同年11月に楽天グループが運営している動画配信サービス「Rチャンネル」に事実上移管した。

また、2020年10月からテレビ神奈川を皮切りとして、複数の独立局（一部を除く）が民放公式の動画配信サービスであるTVerに参加し、自社制作番組の配信を開始している。

### 通常時地上波5局以上にネットしている番組
- 宝塚カフェブレイク（TOKYO MX発、地上波9局ネット）
- いろはに千鳥（テレビ埼玉発、地上波23局ネット）
- キンシオ（テレビ神奈川発、地上波9局ネット）
- 関内デビル（テレビ神奈川発、地上波5局ネット）
- 白黒アンジャッシュ（千葉テレビ発、地上波14局ネット）
- ダイドードリンコスペシャル 日本の祭り→ダイドーグループ 日本の祭り（TOKYO MX・テレビ神奈川・テレビ埼玉・千葉テレビ・とちぎテレビがそれぞれ年1回番組制作している。独立局がない道府県の祭りが番組で放送される場合は、番組制作を担当した全国ネット系列の局が制作担当した祭りだけを放送する場合がある）
- バツウケテイナー→バツウケテイナーR（サンテレビ発、地上波12局ネット）
- ごりやくさん - 独立協加盟12局（三重テレビを除く各局）とBS11の共同制作による紀行番組。制作幹事局はKBS京都。

## 加盟局各社とキー局との関係
各加盟局ともにそれぞれの広域圏ネット局で放送されていないローカル番組を購入し、放送している。CM放送料が放送エリアが広い分料金も高めの広域局に比べて安いため、番組購入に充てるスポンサーを広域局に比べて集めやすい。
近年ではUHFアニメを加盟局以外の在阪・在名局で放送するケースも多数あるほか、主に深夜アニメにて逆に在阪局の枠が確保できなかった一部の在京キー・在名局制作番組が関西圏の加盟局で放送されるケースもある。その中でもテレビ東京系列との関係は他系列局以上に強いものが見られ、中部・近畿の独立局の過半数では直接番組購入を行なっている。

### テレビ東京系列
加盟局のうち、関東広域圏に位置するもの以外はTXN系列局より先に開局し、かつ、TXNに属する放送局の放送対象地域と重ならないため、多くの局がテレビ東京からの番組販売や一部の番組はスポンサードネットの形で同系列局制作の番組を放送している。後述のように、オリンピックやFIFAワールドカップもテレビ東京のものを放送することが多い。
ただしサンテレビとKBS京都については、サンテレビの大阪府の世帯カバー率が100%近いこと、KBS京都の大阪府へのスピルオーバーがあること、京都市主要部をはじめとする京都府の一部地域でテレビ大阪の受信可能世帯も少なくないことから、この2局にはテレビ大阪開局後順次番組供給が打ち切られた。サンテレビは1982年2月以降にテレビ東京の番組を一部限り3か月遅れで放送していたが、1985年3月末をもって全部打ち切りとなった（その後も後述の特例を除き全くといっていいほど存在しなかった）。また、愛知県へのスピルオーバーがある三重テレビも後述の特例を除いて、TXN系列の政治経済・社会ニュースのネットを行なっていない。またテレビ東京が幹事を務めた製作委員会方式の深夜アニメの遅れネットも2020年1月期の『Re:ゼロから始める異世界生活』第1期新編集版（本放送は2016年にテレビ東京・テレビ大阪ほかで放送） と、2021年10月期の『月とライカと吸血姫』 くらいしか実績がない。
特異な事例として、1989年1月に放送されたテレビ東京制作の昭和天皇崩御に関する特別番組がサンテレビを含む中京・関西の加盟局でも同時ネットされたケースがある。2001年のアメリカ同時多発テロ事件では、三重テレビが『TXNニュースアイ』と『ワールドビジネスサテライト』を臨時ネットした。また2000年代に入って、テレビ東京系が放映権を獲得したプロ野球日本シリーズは、サンテレビやKBS京都を含む関西・東海7局の独立局全局で放送された。サンテレビでは宝くじの5分番組も90年代後半の一時期、神戸市が発行者となっているためテレビ東京制作のものが流れていた時期がある。またKBS京都は80年代、テレビ大阪制作『パソコンサンデー』やテレビ東京『mitaテクノピア』を同時ネットしていたこともある。
KBS京都は、現在ニュース素材のやりとりをTOKYO MXと行っているが、テレビ東京の番組が打ち切られた後も、ニュース素材を長らくテレビ東京に供給し、また自社ニュース番組によってはテレビ東京の映像素材を放送していた。さらに、中央競馬中継についてはテレビ大阪開局以降もKBS京都が西日本主場からの中継を続けているため、東日本主場担当のテレビ東京とは相互に中継制作を提携している。また2020年現在はテレビ東京直営のBSデジタル放送局「BSテレ東」制作番組の遅れネットも増えている。
関東広域圏に位置する局についてもテレビ大阪制作の『石橋勝のボランティア21』や『中国世界遺産ものがたり』など少なからず同系列の番組が放送されている例が存在する。また、TOKYO MXについては、テレビ東京系列でしか放送されていないテレビ東京ダイレクト製作の同局の通信販売番組「てれとショップ」も放送されている。
TXN系列局のテレビ大阪は、当初は広域放送局として開局する案もあったが、サンテレビやKBS京都などの反対を受けて断念している。また、テレビ東京がテレビ大阪の放送対象地域を京都府および兵庫県へ拡大する案を発表しているが、サンテレビやKBS京都からの猛反発は避けられない上に、兵庫県と京都府での基地局の建設等に莫大な費用が必要であることから（宮城県や広島県、静岡県のTXN新局開局構想共々）半ば断念した模様。しかしながら、これら3局では過去に3局共同製作番組を製作しており、テレビ大阪では勿論のこと、サンテレビやKBS京都でも放送された。

### 日本テレビ系列
TOKYO MX以外の12局は全国高等学校サッカー選手権大会における主催団体の一つで、製作委員会の名義でもある「民間放送43社」を構成し（残りは日本テレビネットワーク協議会（NNS）加盟の29局と、宮崎放送・沖縄テレビ）、府県大会決勝の試合や本大会での府県代表の試合や代表敗退後は近隣都府県の代表の試合、もしくはトーナメント表上で代表校の進出が想定されていた試合を放送しているほか、各局アナウンサーが応援席リポーターや稀に実況アナウンサーとして中継に登場することがある。なお、広域放送であるキー局の日本テレビ、系列局の中京テレビ・読売テレビも、同番組では各社の本社が所在する都府県のチームを（日本テレビは加盟局のない茨城県も含む）最優先に扱っている。2010年度の第89回全国大会では、全国放送される準決勝の試合実況を加盟局のアナウンサーでは初めて、三重テレビの平田雅輝が担当した。
日本海テレビが制作に深く関わっている『プリン・ス』は中京広域圏以外の加盟局でネット受けされていた。中京広域圏では加盟局以外で唯一テレビ朝日系の名古屋テレビ（メ〜テレ）がネット受けしており、結果的に3つの広域圏ではすべて日本テレビ系以外の局がネットしている事になる。
かつてはテレビ埼玉を除く関東広域圏の局において巨人戦ナイターのトップ&リレー中継が放送されていたが、日本テレビでの放送時間の延長、中継自体が衛星放送に移行したことから現在では行われていない。
TOKYO MX及びとちぎテレビを除く関東地方の加盟局は、一定時期までNNSに正式加盟ではないがオブザーバー参加していた。昭和天皇崩御関連特番は当時NNSへオブザーバー加盟している関係から日本テレビからの番組供給を受けて当時開局していたテレビ神奈川・千葉テレビ・テレビ埼玉・群馬テレビの関東4局にも同時ネットした。この時のNNNニュースも一部はそのままネットされた。現在も友好関係があり、読売テレビ放送が製作委員会に参加して制作したUHFアニメを放送している。さらに日本テレビ系列でのコンクールやイベントなどについては、関東地方の独立局が各エリア大会の開催団体になるなど協力関係にある。また、日本テレビは加盟局のテレビ埼玉の第二位の株主である。

かつては日本テレビ系のCSチャンネル「日テレプラス」にて、テレビ埼玉やテレビ神奈川制作の番組が放送されていた。また、前述のTVer配信は日本テレビが運営している無料動画配信サービス「日テレ無料TADA!」から供給する形で配信しており、TVerでも2024年1月まで「日テレ系」の系列ジャンルに括られていたことから、事実上日本テレビ系列の番組として扱われている。

### テレビ朝日系列
関東圏の加盟局では朝日放送テレビ『探偵!ナイトスクープ』・『相席食堂』、北海道テレビ『水曜どうでしょう』などのANN系列局制作番組を放送している例がある。
テレビ神奈川は名古屋テレビ（メ〜テレ、NBN）、静岡朝日テレビ（SATV）と友好協力関係協定を結んでいる。協定は結んでいないものの、北海道テレビとも友好関係がある。テレビ神奈川の発行済株式のうち、テレビ朝日は10万株を所持し、主要株主の一社でもある。
岐阜放送は名古屋テレビと友好協力関係協定を結んでいる。なお、テレビ開局当初は日本教育テレビ（NET、現在のテレビ朝日）や毎日放送（MBS）の番組を多く編成したが、1970年（昭和45年）のANN結成には参加しなかった。
サンテレビはプロ野球中継でスカイ・Aを含む朝日放送と提携している他、腸捻転時代から解消後しばらくの間は毎日放送や朝日放送に編成されていない『テレビ寄席』といった日本教育テレビ→テレビ朝日系列に属する番組の一部をKBS京都と共に放送していた。また同局では現在『秘湯ロマン』（テレビ朝日制作）をネット受けしている他、BS朝日と『賢者の選択』の共同制作を行っている。
近畿地方の加盟局5局は朝日放送制作の全国高校野球選手権大会中継のリレー中継を行っているほか、同局の放送を近畿以外の加盟局がネットする事もある。また、ほとんどの加盟局で地方大会の中継も行っており、朝日放送テレビが制作している『速報!甲子園への道』や同テレビと朝日新聞社、運動通信社（スポーツブル）が共同運営している「バーチャル高校野球」のサイトに試合映像などを提供している放送局もある。
2011年（平成23年）までは、朝日放送のCSチャンネル「スカイ・A」で、KBS京都やテレビ和歌山制作の番組が放送されていた。
自動車情報番組『カーグラフィックTV』は2001年（平成13年）3月にテレビ朝日などでの放送が打ち切られ、同年10月に放送を再開したが、関東広域圏では制作局であるテレビ朝日に替わって、当初は千葉テレビ・テレビ埼玉・とちぎテレビで放送され、2005年（平成17年）4月からBS朝日に製作局が移った後はTOKYO MXでも放送を開始した。
テレビ朝日とサイバーエージェント傘下のインターネット放送局「ABEMA」が制作した番組を加盟局が放送するケースもあり、2019年から約1年3か月間、TOKYO MXにてMリーグのダイジェスト番組が放送された。2022年6月19日に開催され、ABEMAが配信した『THE MATCH 2022』 を一部内容を再構成した上で録画放送が行われることになり、同年7月24日にTOKYO MX（開催された東京ドームの地元局）で放送されたのを皮切りに、8月にかけて独立局全13局で放送が行われた。同年9月25日に開催され、ABEMAが配信した『超RIZIN』も同年10月に独立局全13局で録画放送が行われる予定となっている。
近年ではサンテレビとKBS京都の関西の主要加盟局2局やテレビ埼玉など関東地方の一部の加盟局でスーパー戦隊シリーズや仮面ライダーシリーズの作品が、TOKYO MXではプリキュアシリーズの作品がそれぞれ再放送されている。局によって異なるが放送されるものは概ね（テレビ朝日での放送から）1～3年前の作品である。

### TBS系列
現在はJNN協定とTBSネットワーク基本協定の解釈により、TBS系列局が制作した番組はJNN加盟局がネット受けしなければ、当該エリアでの放送は基本的にされない。
このため、JNN準キー局制作でTBSの編成から外れた番組が、関東地方他の独立局で放送されることは1990年代から2000年代までほとんどなく、1970年代の腸捻転解消前後に、毎日放送（MBS）制作の『モーレツ!!しごき教室』や腸捻転解消前の朝日放送制作の『プロポーズ大作戦』等、若干の番組がテレビ神奈川等の関東圏独立局にネットされたくらいだったが、2010年代になると、毎日放送制作の『よしもと新喜劇』の遅れネットが2013年4月からTOKYO MXで、2019年4月からテレビ神奈川で開始され、さらに2019年4月に新設された毎日放送制作の『ドラマ特区』の各ドラマは「首都圏トライアングル」の3局（2020年4月から5いっしょ3ちゃんねるの5局に拡大）で遅れネット（テレビ神奈川は先行ネット）されている。なお、前述の『ドラマ特区』の各ドラマは中京広域圏の系列局のCBCテレビの放送実績がなく、また関東圏のように中京広域圏独立局の岐阜県の岐阜放送及び三重県の三重テレビに放送権が移譲されたことはない。
中部日本放送（CBCテレビ）制作分は、1980年代の『アーノルド坊やは人気者』や2008年（平成20年）10月改編以前の『パチンコNOWTV』など、首都圏・近畿圏の独立局で放送されたものもあったが、現在はCBCテレビから独立局に番販される番組はない。
2015年（平成27年）以降は、TBS制作番組の再放送も少しずつ見られるようになっている。例として、千葉テレビでドラマ作品（『泣いてたまるか』、木下恵介アワー作品、愛の劇場作品）や、ナショナル劇場（後の、パナソニック ドラマシアター）枠の時代劇（『大岡越前』、『江戸を斬る』）が頻繁に放送されている。また、かつてTBSで制作されたアニメについて、新作アニメやアニメ映画に関連して再放送することもあり、2017年（平成29年）にTOKYO MX・千葉テレビで『笑ゥせぇるすまん』を、同年に放送開始の『笑ゥせぇるすまんNEW』の宣伝を兼ね放送した。2019年（令和元年）7月にはTOKYO MXで、同年6月にTBSで終了したばかりの『新幹線変形ロボ シンカリオン』を、同年12月公開の映画版（『未来からきた神速のALFA-X』）の宣伝を兼ね放送開始しており、その映画版についても地上波初放送はTOKYO MXであった。

スポーツ放送では、全国高校ラグビー大会中継（MBS発）にはTOKYO MXを除く加盟局も参加していたが、長年一社提供していた住友グループ広報委員会が大会協賛を降り、番組提供からも撤退した第82回以降は加盟局での中継撤退が進み、第85回大会以降はKBS京都のみになった（後にKBS京都も撤退）。
高校サッカーと同様、広域放送のTBS・CBCテレビ・毎日放送も各社の本社が所在する都府県の学校（TBSは独立局がない茨城県も含む）を最優先に扱っていた。
群馬県で開催されるニューイヤー駅伝は、群馬テレビでも放送されている。同局のスタッフやアナウンサーも番組スタッフとしてJNN系列局と共に参加しており、群馬県内ではTBSと群馬テレビの2局で視聴できる。
ただし、深夜アニメについては、TBSを含むJNN基幹局が関与した番組のうち、UHFアニメを含めたJNN協定の対象外の番組を中心に独立局ネットとなるケースが目立つ。特にサンテレビが多い。
尚、TOKYO MXの設立時及び開局に際してはキー局のTBSがサポートを行っている。

### フジテレビ系列
関東地方の独立局、岐阜県の岐阜放送及び三重県の三重テレビでは、関西テレビ放送（KTV）制作の番組を放送する事も多いほか、2010年代以降はテレビ西日本制作の『ゴリパラ見聞録』をネットする局も多い。
三重テレビ（MTV）は東海テレビ（THK）と（中日新聞社を介して）資本関係があり、三重テレビの中部支社も東海テレビ別館のテレピア内にあって、東海テレビのアナウンサーが三重テレビナイターの実況を担当するなど関係が深い。また、三重テレビ東京支社は同局の大株主である中日新聞東京本社（東京新聞）や東海テレビ東京支社が入っている日比谷中日ビルにある。
また、中日新聞社は、TOKYO MXやテレビ神奈川やチバテレにも出資しており、かつて関東独立局で放送された「東京新聞ニュース」（三重テレビにも「中日ニュース」と改題されネット）と、関東独立局の「産経新聞ニュース」は、フジテレビで収録されたものである（「その他」で後述）。
KBS京都には関西テレビやフジテレビの資本も入っている。社名が「近畿放送」だった時代、テレビ開局前に他ラジオ局とともに関西テレビの設立に関わっており、そのゆかりは古い。また、フジテレビは同局がイトマン事件の影響で会社更生法適用ののち、主要株主に加わっている。また、毎年7月にはKBS京都が製作する祇園祭山鉾巡行の中継をBSフジがサイマル放送している。
なお、過去には関西テレビで編成できなかったフジテレビ制作の番組（『ウチくる!?』や『東映不思議コメディーシリーズ』の一部）をKBS京都やサンテレビで放送したことがある。
スポーツ放送については、フジネットワークも主催者に名を連ねている全日本バレーボール高等学校選手権大会の一部府県大会について、当該独立局の一部が制作を行うケースがある。一例として神奈川県大会において、テレビ神奈川が制作・放送を行うが、クレジット表記としては「制作：tvk、制作著作：フジテレビ」となる。つまり当該独立局がそのエリア内の府県大会を中継する場合、自社の機材やスタッフを用いて制作を行っても、著作権はフジテレビが保持するということである。
さらに、2014年まで毎年11月23日（勤労感謝の日）の13時より放送されていた、「国際千葉駅伝」の開催地は千葉市（「千葉県総合スポーツセンター陸上競技場」発着）であるが、本放送はフジテレビのみ放送され、地元の千葉テレビでは、夕方と夜のニュースのみ（短縮された形で）放送されていた（後に大会自体が2014年を最後に廃止）。

## ジャパンコンソーシアム
ジャパンコンソーシアムが発足する前に、関東の独立三局（群馬テレビ、千葉テレビ、テレビ神奈川）はすでに共同企画・制作で「ミュンヘン・オリンピックアワー」を放送し、1972年ミュンヘンオリンピックを放送した（映像加工はTBSの協力）。関東独立三局は1976年モントリオールオリンピックも東京12チャンネル（現在のテレビ東京）の協力で共同放送した。ジャパンコンソーシアム系のFIFAサッカーワールドカップとオリンピック中継も加盟局で放送されるが、どの系列局が制作した分を放送するのかについては特に定まっておらず、放送時間や制作を担当する放送局との兼ね合いからその都度、どの系列の番組を放送するかを決定する。なお先述したとおり東海と近畿の加盟局はテレビ東京系のものを放送することがほとんどである。1980年代までは5系列との並行放送が多かったが、1990年代以降は1大会で1回程度に留まっている。夏季オリンピックについては全ての局で何かしら放送されるが、それ以外では数局が大会期間中放送見送りとなるケースもある。

### オリンピック
北京オリンピック（2008年夏季）
- 柔道予選 男子60kg級・女子48kg級（キー局はTBS）
  - 放送日と時間：2008年（平成20年）8月9日（土曜） 13時から17時30分
  - 加盟局で放送した局：TOKYO MX
- 柔道予選 柔選男子90キロ級・女子70キロ級・体操 決勝 女子団体（キー局は日本テレビ）
  - 放送日と時間：2008年（平成20年）8月11日（月曜） 13時から17時30分
  - 加盟局で放送した局：テレビ埼玉、千葉テレビ、tvk
- 柔道予選 男子100kg級・女子78kg級・水泳予選　男子200m（キー局はフジテレビ）
  - 放送日と時間：2008年（平成20年）8月13日（水曜） 12時59分から17時30分
  - 加盟局で放送した局：群馬テレビ・とちぎテレビ
- レスリング フリースタイル予選 女子48㎏級・55㎏級（キー局はテレビ東京）
  - 放送日と時間：2008年（平成20年）8月16日（土曜） 10時30分から13時
  - 加盟局で放送した局：三重テレビ、岐阜放送、KBS京都、サンテレビ、びわ湖放送、奈良テレビ、テレビ和歌山
- 卓球 女子シングルス4次予選 （キー局はテレビ東京）
  - 放送日と時間：2008年（平成20年）8月21日（木曜） 11時から14時
  - 加盟局で放送した局：三重テレビ、岐阜放送、KBS京都、サンテレビ、びわ湖放送、奈良テレビ、テレビ和歌山

バンクーバーオリンピック（2010年冬季）
- スピードスケート男子5000m（キー局はフジテレビ）
  - 放送日と時間：2010年（平成22年）2月14日（日曜） 4時55分から7時30分
  - 加盟局で放送した局：千葉テレビ、TOKYO MX、テレビ神奈川、サンテレビ
- カーリング女子予選 日本対中国（キー局は日本テレビ）
  - 放送日と時間：2010年（平成22年）2月19日（金曜） 6時45分から10時00分
  - 加盟局で放送した局：テレビ埼玉、KBS京都
- スピードスケート女子5000m　（キー局はテレビ東京）
  - 放送日と時間：2010年（平成22年）2月25日（木曜） 5時50分から8時56分[注釈 30]
  - 加盟局で放送した局：岐阜放送、三重テレビ、びわ湖放送、奈良テレビ、テレビ和歌山

※ 加盟局で放送を見送った局：群馬テレビ、とちぎテレビ
ロンドンオリンピック（2012年夏季）
- 柔道予選　男子73km級・女子57kg・水泳予選　男子200mバタフライ・女子400m自由形・卓球男子3回戦（キー局はフジテレビ）
  - 放送日と時間：2012年（平成24年）7月30日（月曜（夕方～G帯）） 17時30分から21時55分
  - 加盟局で放送した局：三重テレビ、サンテレビ
- 柔道予選　男子100kg級・女子78kg級（キー局はTBS）
  - 放送日と時間：2012年（平成24年）8月2日（木曜（夕方～G帯）） 17時25分から21時
  - 加盟局で放送した局：テレビ埼玉
- 柔道予選　男子100kg超級・女子78kg超級・陸上予選 ハンマー投げ・女子100m（キー局はテレビ朝日）
  - 放送日と時間：2012年（平成24年）8月3日（金曜（夕方～G帯）） 17時25分から21時54分
  - 加盟局で放送した局：千葉テレビ
- 卓球女子団体1回戦（キー局はテレビ東京）
  - 放送日と時間：2012年（平成24年）8月3日（金曜（P帯～深夜帯）） 22時から翌1時30分
  - 加盟局で放送した局：とちぎテレビ、岐阜放送、びわ湖放送、奈良テレビ、テレビ和歌山
- 女子レスリング48kg級・63kg級（キー局は日本テレビ）
  - 放送日と時間：2012年（平成24年）8月8日（水曜（GP帯・深夜）） 21時から23時58分
  - 加盟局で放送した局：群馬テレビ、TOKYO MX、テレビ神奈川、KBS京都[注釈 31]

ソチオリンピック（2014年冬季）
- スキージャンプ 男子ノーマルヒル決勝（キー局は日本テレビ）
  - 放送日と時間：2014年（平成26年）2月10日（月曜） 2時05分から4時30分
  - 加盟局で放送した局：テレビ埼玉、千葉テレビ、TOKYO MX、テレビ神奈川、サンテレビ
- ボブスレー 男子2人乗り（キー局はテレビ東京）
  - 放送日と時間：2014年（平成26年）2月17日（月曜） 1時05分から4時05分
  - 加盟局で放送した局：群馬テレビ、岐阜放送、三重テレビ、びわ湖放送、KBS京都、奈良テレビ、テレビ和歌山
- フィギュアスケート アイスダンスフリー（キー局はテレビ朝日）
  - 放送日と時間：2014年（平成26年）2月17日（月曜） 23時25分から2月18日（火曜）（17日深夜）3時50分
  - 加盟局で放送した局：とちぎテレビ

リオデジャネイロオリンピック（2016年夏季）
- 競泳決勝 男子200mバタフライ・女子200m個人メドレー ほか（キー局はテレビ朝日）
  - 放送日と時間：2016年（平成28年）8月10日（水曜） 9時から12時15分
  - 加盟局で放送した局：群馬テレビ、テレビ埼玉、千葉テレビ、TOKYO MX
- 陸上予選 女子1500m・男子400m・女子1000m・男子走り幅跳び（キー局はTBS）
  - 放送日と時間：2016年（平成28年）8月13日（土曜） 7時から11時40分
  - 加盟局で放送した局：とちぎテレビ
- 陸上 男子走り幅跳び準決勝・決勝・女子100m準決勝・男子400m・男子800m予選・男子棒高跳び （キー局はフジテレビ）
  - 放送日と時間：2016年（平成28年）8月14日（日曜） 7時から11時15分
  - 加盟局で放送した局：テレビ神奈川、びわ湖放送、KBS京都、サンテレビ、奈良テレビ、テレビ和歌山
- 陸上決勝 男子走り高跳びほか （キー局はテレビ東京）
  - 放送日と時間：2016年（平成28年）8月17日（水曜） 7時15分から11時
  - 加盟局で放送した局：三重テレビ、岐阜放送

平昌オリンピック（2018年冬季）
- フリースタイルスキーモーグル予選（キー局はTBS）
  - 放送日と時間：2018年（平成30年）2月9日（金曜） 9時55分から13時
  - 加盟局で放送した局：テレビ神奈川
- スノーボード「男子ハーフパイプ予選」 /	「男子アルペン複合（滑降／回転） （キー局は日本テレビ）
  - 放送日と時間：2018年（平成30年）2月13日（火曜） 12時55分から16時30分
  - 加盟局で放送した局：とちぎテレビ・サンテレビ
- フリースタイルスキー女子（キー局はテレビ東京）
  - 放送日と時間：2018（平成30年）2月19日（月曜） 9時55分から11時40分
  - 加盟局で放送した局：テレビ埼玉、TOKYO MX、岐阜放送、三重テレビ、びわ湖放送、KBS京都、奈良テレビ、テレビ和歌山
- フリースタイルスキー女子ハーフパイプ決勝（キー局はフジテレビ）
  - 放送日と時間：2018（平成30年）2月20日（火曜） 10時00分から12時5分
  - 加盟局で放送した局：群馬テレビ、千葉テレビ

東京オリンピック（2021年夏季）
- 卓球男子・女子シングルス2回戦 （キー局はテレビ東京）
  - 放送日と時間：2021年（令和3年）7月25日（日曜（昼・夕方）） 14時00分から18時00分
  - 加盟局で放送した局：びわ湖放送
- 競泳予選 男子200m自由形 男子100m背泳ぎ他 （キー局はテレビ東京）
  - 放送日と時間：2021年（令和3年）7月25日（日曜（G帯）） 18時30分から21時54分
  - 加盟局で放送した局：群馬テレビ・岐阜放送・びわ湖放送・奈良テレビ
- 体操種目別決勝 ほか（キー局はTBS）
  - 放送日と時間：2021年（令和3年）8月1日（日曜（夕方・G帯）） 16時30分から20時25分[注釈 32]
  - 加盟局で放送した局：とちぎテレビ、千葉テレビ・テレビ和歌山
- 陸上男子200m予選・男子400mハードル決勝 ほか（キー局はTBS）
  - 放送日と時間：2021年（令和3年）8月3日（火曜） 8時00分から12時35分[注釈 33]
  - 加盟局で放送した局：群馬テレビ、岐阜放送、奈良テレビ、テレビ和歌山
- レスリング女子フリースタイル57kg級 ほか（キー局は日本テレビ）
  - 放送日と時間：2021年（令和3年）8月4日（水曜） 10時25分から13時30分
  - 加盟局で放送した局：とちぎテレビ、TOKYO MX、三重テレビ、KBS京都
- レスリング女子フリースタイル62kg級 ほか（キー局は日本テレビ）
  - 放送日と時間：2021年（令和3年）8月4日（水曜（夕方・GP帯）） 17時50分から22時10分
  - 加盟局で放送した局：テレビ埼玉、KBS京都
- バスケットボール女子決勝（キー局はテレビ朝日）
  - 放送日と時間：2021年（令和3年）8月8日（日曜） 11時15分から13時55分
  - 加盟局で放送した局：テレビ埼玉、テレビ神奈川、サンテレビ

北京オリンピック（2022年冬季）
- フィギュアスケート団体（女子シングルショートプログラム・男子シングルフリー）（キー局はフジテレビ）
  - 放送日と時間：2022年（令和4年）2月6日（日曜） 10時00分から14時00分
  - 加盟局で放送した局：テレビ神奈川、サンテレビ
- フィギュアスケート団体最終日（女子シングル・ペア・アイスダンス フリー）（キー局はテレビ朝日）
  - 放送日と時間：2022年（令和4年）2月7日（月曜） 9時55分から13時45分
  - 加盟局で放送した局：群馬テレビ、KBS京都
- 前半戦総まとめ! 感動のメダル全部見せますSP[注釈 34]（キー局はテレビ東京）
  - 放送日と時間：2022年（令和4年）2月13日（日曜（GP帯）） 19時58分から21時49分
  - 加盟局で放送した局：岐阜放送、三重テレビ、びわ湖放送、奈良テレビ、テレビ和歌山
- スピードスケート 女子/男子マススタート（キー局は日本テレビ）
  - 放送日と時間：2022年（令和4年）2月19日（土曜（夕方）） 15時30分から19時00分
  - 加盟局で放送した局：とちぎテレビ、テレビ埼玉、TOKYO MX（MX2で放送）

※ 加盟局で放送を見送った局：千葉テレビ
パリオリンピック（2024年夏季）
- 競泳男子400m個人メドレー決勝 ほか （キー局は日本テレビ）
  - 放送日と時間：2024年（令和6年）7月29日（月曜） 3時30分から5時30分
  - 加盟局で放送した局：テレビ神奈川、千葉テレビ、奈良テレビ、テレビ和歌山
- 柔道女子78kg級・男子100kg級決勝（キー局はフジテレビ）[注釈 35]
  - 放送日と時間：2024年（令和6年）8月1日（木曜） 23時00分から8月2日（金曜）（1日深夜）2時00分
  - 加盟局で放送した局：テレビ埼玉、群馬テレビ
- 陸上男子100m準決勝・決勝ほか（キー局はTBS）
  - 放送日と時間：2024年（令和6年）8月5日（月曜） 0時58分から5時25分
  - 加盟局で放送した局：とちぎテレビ、三重テレビ
- 陸上競歩混合リレー（キー局はテレビ東京）
  - 放送日と時間：2024年（令和6年）8月7日（水曜） 14時15分から18時00分
  - 加盟局で放送した局：岐阜放送、びわ湖放送、KBS京都
- 卓球男子団体準決勝（キー局はテレビ朝日）
  - 放送日と時間：2024年（令和6年）8月8日（木曜） 16時48分から20時00分[注釈 36]
  - 加盟局で放送した局：TOKYO MX（MX2で放送）、サンテレビ

### FIFAワールドカップ
2010 FIFAワールドカップ（南アフリカで開催）
- チリ対スイス（キー局はテレビ朝日）
  - 放送日と時間：2010年（平成22年）6月21日（月曜） 22時45分から翌1時15分
  - 加盟局で放送した局：とちぎテレビ、群馬テレビ、テレビ埼玉、TOKYO MX、テレビ神奈川、岐阜放送[注釈 37]、三重テレビ、KBS京都、びわ湖放送[注釈 37]、サンテレビ、奈良テレビ[注釈 37]、テレビ和歌山[注釈 37]

※ 加盟局で放送を見送った局：千葉テレビ
2014 FIFAワールドカップ（ブラジルで開催）
- オランダ対チリ（キー局はフジテレビ）
  - 放送日と時間：2014年（平成26年）6月24日（火曜） 0時35分から3時10分
  - 加盟局で放送した局：KBS京都
- イタリア対ウルグアイ（キー局はテレビ東京）
  - 放送日と時間：2014年（平成26年）6月25日（水曜） 0時40分から3時10分
  - 加盟局で放送した局：とちぎテレビ、群馬テレビ、テレビ埼玉、千葉テレビ、三重テレビ、岐阜放送、びわ湖放送、サンテレビ、奈良テレビ、テレビ和歌山
- ドイツ対アメリカ（キー局はTBS）
  - 放送日と時間：2014年（平成26年）6月27日（金曜） 0時40分から3時00分
  - 加盟局で放送した局：TOKYO MX

※ 加盟局で放送を見送った局：テレビ神奈川
2018 FIFAワールドカップ（ロシアで開催）
- ドイツ対スウェーデン（キー局はTBS）
  - 放送日と時間：2018年（平成30年）6月24日（日曜） 2時40分から5時10分
  - 加盟局で放送した局：びわ湖放送・テレビ和歌山
- パナマ対チュニジア（キー局は日本テレビ）
  - 放送日と時間：2018年（平成30年）6月28日（木曜） 0時35分から3時10分
  - 加盟局で放送した局：テレビ埼玉・群馬テレビ
- ベスト16 クロアチア対デンマーク（キー局はテレビ朝日）
  - 放送日と時間：2018年（平成30年）7月1日（日曜） 2時40分から6時00分[注釈 38]
  - 加盟局で放送した局：テレビ神奈川・千葉テレビ・とちぎテレビ・KBS京都

※ 加盟局で放送を見送った局：TOKYO MX・岐阜放送・三重テレビ・サンテレビ・奈良テレビ
2022 FIFAワールドカップ（カタールで開催）
※ この大会では、地上波の放映権はジャパンコンソーシアムとして取得せず、NHK・テレビ朝日・フジテレビ・ABEMAが購入したため、独立局での放送はなかった。

### 報道番組
関東地域では、1974年（昭和49年）に日本テレビとTBSで17時50分から18時に放送された全国紙3社ニュース（朝日新聞・毎日新聞・読売新聞）が廃止 されて2年後の1976年（昭和51年）からその代わりとなる5社ニュースを同時刻にスタートさせ、上述3社+産経新聞・東京新聞（中日新聞）が毎日日替わりで制作し、在京キー局制作の裏送り（朝日は日本教育テレビ→テレビ朝日→朝日ニュースター、毎日はTBS、産経と東京はフジテレビから。読売は日本テレビで放送されたものと同じものを時差再放送）で配信していたが、その後変更されている。
なお東京新聞制作分は1987年以降、三重テレビで「中日ニュース」として毎夕放送されていた（「三重テレビワイドニュース」の項参照）他、読売新聞ニュースは上記と同じ日テレ系の（1982年3月までは読売テレビにて17:00 - 17:10に生放送のものを局を変えての再放送扱い）ものがテレビ和歌山にも放送されていた。